# Лаодикино
Лаодикино (грч. Λαοδικηνό) је насељено место у општини Кукуш у периферији Средишња Македонија, Грчка. Према попису из 2021. године било је 135 становника.
Српски географ Боривоје Милојевић, 1920. године наводи да је у Лаодикину било 35 кућа Турака. Село је раније звало Џевапли и припадало је групи турских махала Бајрам Дере. Године 1924. турско становништво је принудно исељено у Турску а на њихово место су насељене грчке избегличке породице из Турске. На попису из 1940. године Лаодикино је имало 169 становника.